# Hiletaksar
Hiletaksar (Nepali हिलेटक्सार) ist ein Village Development Committee (VDC) im Distrikt Lamjung der Verwaltungszone Gandaki in Zentral-Nepal.
Hiletaksar liegt am Ostufer des Marsyangdi, 4 km östlich der Distrikthauptstadt Besisahar. 

## Einwohner
Das VDC Hiletaksar hatte bei der Volkszählung 2011 1679 Einwohner (davon 725 männlich) in 413 Haushalten.

## Dörfer und Weiler
Hiletaksar besteht aus mehreren Dörfern und Weilern. 
Die wichtigsten sind:
- Hile (1230 m)
- Manjhgaun (1510 m ⊙)
- Taksar (1652 m)